# Кошачьи игры и игрушки
Ко́шка — домашнее животное, одно из наиболее популярных «животных-компаньонов». Игра является важной составляющей развития котёнка, взрослые кошки продолжают играть на протяжении всей жизни, хоть и реже, чем в детстве. Кошка может играть как одна — с игрушками и другими объектами — так и с человеком, с другими кошками и с другими животными. Основой большинства игр кошки является охота. Игра необходима котёнку для развития моторики и социализации с другими кошками.
В качестве игрушки кошка может использовать самые разнообразные предметы, но в настоящее время для этих целей многие компании производят специальные игрушки: мячики, искусственные мышки или рыбки, лазерные указки, лабиринты с шариками, колёса для бега и прочие, в том числе со звуковым сопровождением. Основу игрового процесса кошки составляет преследование, захват добычи, укус (придушение), возможно раздирание когтями задних лап.
Выяснено, что показатель успеха в игре кошки имеет важное значение. Кошка, которая каждый раз ловит «добычу», быстро начинает скучать от такой «удачливой игры»; кошка, которая, наоборот, никогда не добивается успеха в «поимке жертвы», вскоре теряет интерес к такой игре. Идеальным соотношением является один успешный захват на три—шесть попыток.

## Галерея
- Искусственная мышка
- «Мышка в клетке» — разновидность кошачьей игрушки
- Котёнок с резиновым мячиком
- Котёнок ловит «мышь», привязанную к верёвке
- Кошка ловит «рыбку» на верёвке
- Котёнок сибирской породы с привязанным к нитке пёрышком
- Кошка на полке с кошачьими игрушками
- Кошки играют в лабиринт с шариком
- Беговое колесо
- Котёнок играет в футбол